# Nicholas Hunt
Sir Nicholas John Streynsham Hunt GCB LVO DL (* 7. November 1930 in Hawarden, Flintshire, Wales; † 25. Oktober 2013 in Shere, Surrey, England) war ein britischer Marineoffizier, zuletzt im Dienstgrad eines Admirals.

## Leben
Von 1985 bis zu seinem Ausscheiden aus dem Dienst 1987 war er der Commander-in-Chief Fleet der Royal Navy, Oberbefehlshaber der Flotte der britischen Kriegsmarine.
Am 31. Dezember 1984 wurde er als Knight Commander des Order of the Bath geadelt, am 31. Dezember 1986 wurde er zum Knight Grand Cross desselben Ordens erhoben.

## Familie
Sein Vater war der britische Armeeoffizier John Montgomerie Hunt. Sein Sohn ist der ehemalige britische Finanzminister Jeremy Hunt.